# Kurszk (film)
A Kurszk (eredeti cím: Kursk) 2019-ben bemutatott angol nyelvű belga-luxemburgi filmdráma, melyet Thomas Vinterberg rendezett Robert Moore A Time to Die című könyve alapján, a K–141 Kurszk orosz atomtengeralattjáró katasztrófájának igaz történetéről. A főszerepet Matthias Schoenaerts, Léa Seydoux, Peter Simonischek, August Diehl, Max von Sydow és Colin Firth alakítja. Ez volt von Sydow utolsó filmszerepe a 2020-ban bekövetkezett halála előtt.
A film világpremierjét a Torontói Nemzetközi Filmfesztiválon tartották 2018. szeptember 6-án. Franciaországban 2018. november 7-én mutatták be, Magyarországon 2019. január 17-én.

## Cselekmény
A film a Kurszk tengeralattjáró 2000-ben történt katasztrófájáról szól.
A főszereplő Mihail Averin sorhajóhadnagy, az északi flottánál szolgál, kisfiával és várandós feleségével, Tatjánával egy panellakásban él. Nem érkezik meg a fizetésük, ezért eladja a karóráját, hogy legjobb barátja, Pável és Daria esküvőjére pezsgőt vegyen.
Másnap a flotta indulásra készül a hadgyakorlatra a Kurszk tengeralattjáróval. Vidám a hangulat, a tévén koncertet néznek, a tengerészek gyermekei búcsút intenek. Indulás előtt ellenőrzik a műszereket.
A Cseljabinszk hajón Gruzinszkij admirális vezetésével egy hadgyakorlatot kezdenek.
Az amerikaiak is megfigyelik őket.
Ismertetik a hadgyakorlat menetét. Az egyik torpedónál valami hibát észlelnek, túlmelegszik, de nem engedik, hogy előbb kilőjék. A torpedó felrobban, a tengeralattjáró elsüllyed. Pável azonnal meghal.
A többiek próbálják menteni a helyzetet. A reaktor túlmelegszik, mert nem működik a hűtése. Mihail próbálja menteni az embereit. Lezárják az alsó rekeszeket. A megmaradt pár tengerész csuromvizesen a tatban húzza meg magát. A vízszint pedig emelkedik, ezért szivattyúkkal próbálják beindítani.
Az amerikaiak és az oroszok is észreveszik a robbanást. Vitalij Petrenko tengernagy vezetésével megtalálják a roncsot, de úgy vélik, senki sem maradhatott életben.
A tengerészek feleségéi aggódva figyelik a híreket. Tatjána próbál hírt szerezni a férjéről.
Közben fogy az oxigén a roncsban, Mihail és társai mellkasig vízben ülve próbálják menteni magukat. Az áram is elmegy, de beindítják a generátort. A mentőhajó figyeli az életjeleket a roncsból, és meghallják az ütögetéseket.
Kifut az egyetlen megmaradt ócska mentőhajó, mivel a többit az oroszok eladták.
Az amerikaiak, David Russell sorhajókapitánnyal az élen felajánlják a segítségüket, de az oroszok nem akarják őket odaengedni.
Mihail lelket próbál önteni az embereibe. Nem találják az oxigénpatronokat, ezért lemerülnek értük. Közben Mihail majdnem megfullad.
A mentőhajó leereszkedik a mentőnyíláshoz, de az nem illeszkedik a nyíláshoz, mert nagyon régi rajta a szigetelés, az akkumulátort sem tudják feltölteni.
Gruzinszkij admirális David Russellt keresi, és segítségét kéri, ő pedig felajánlja a legmodernebb mentőhajójukat. Az oroszok haboznak elfogadni, miközben az orosz tengeralattjáróban egyre rosszabbra fordulnak a dolgok. Fogy az oxigén és emelkedik a vízszint.
Petrenko admirális közben sajtótájékoztatót tart, de csupa hazugságot állít. Az aggódó hozzátartozók nekiesnek. Végül megérkezik az amerikai hadihajón a mentőhajó, de nem engedik oda őket. Miközben erről tárgyalnak, a Kurszkon már csak néhányan maradtak életben. Az orosz mentőhajó továbbra sem tud csatlakozni.  A tengeralattjárón újabb robbanás történik.
Végül az amerikai búvárok ereszkednek le a nyíláshoz, de senkit sem találnak életben.
A halott tengerészeket közösen búcsúztatják az ortodox templomban. A szertartáson az amerikaiak is részt vesznek. Tatjána sírva olvassa fel férje utolsó levelét. A kis Misa nem ad kezet Petrenko tengernagynak. Jutalmul visszakapja apja eladott óráját.
71 gyermek maradt árván a Kurszk tragédiája után.

## Szereplők
| Szerep                                                  | Színész               | Magyar hang       |
| ------------------------------------------------------- | --------------------- | ----------------- |
| Mihail Averin, az Orosz Haditengerészet sorhajóhadnagya | Matthias Schoenaerts  | Sarádi Zsolt      |
| Tatyjana Averina, Mihail Averin felesége                | Léa Seydoux           | Sipos Eszter Anna |
| Misa Averin, Mihail Averin fia                          | Artemiy Spiridonov    | Vida Bálint       |
| David Russell sorhajókapitány                           | Colin Firth           | Csankó Zoltán     |
| Gennagyij Sirokov kapitány                              | Martin Brambach       | N/A               |
| Calpin                                                  | Guido De Craene       | N/A               |
| Tony Scott                                              | Geoffrey Newland      | N/A               |
| Pål Dinessen                                            | Danny Van Meenen      | N/A               |
| Szasa                                                   | Kristof Coenen        | N/A               |
| Anton Markov                                            | August Diehl          | Dányi Krisztián   |
| Andrej Gruzinszkij tengernagy                           | Peter Simonischek     | Barbinek Péter    |
| Vitalij Petrenko tengernagy                             | Max von Sydow         | Kertész Péter     |
| orosz kapitány                                          | Bjarne Henriksen      | N/A               |
| Pavel Szonyin                                           | Matthias Schweighöfer | N/A               |
| Kaszjanyenko                                            | Lars Brygmann         | N/A               |
| Green NATO-tiszt                                        | Ilyas Hamzi           | N/A               |
| Nyesztyerov tengernagy (törölt jelenet)                 | Michael Nyqvist       | Epres Attila      |

## A film készítése
2017. május 8-án Peter Simonischek, Max von Sydow és Michael Nyqvist csatlakoztak a szereplőkhöz. Azonban Nyqvist június 27-én meghalt.
Alexandre Desplat komponálta a film zenéjét. A csapathoz tartozik Catherine Marchand, mint jelmeztervező, Anthony Dod Mantle operatőr, Thierry Flamand, mint produkciótervező és Valdis Oskardottir, mint vágó.
A film forgatása 2016 szeptemberében kezdődött, de el kellett halasztani, mert Oroszország védelmi minisztériuma nem adott forgatási engedélyt az országban, amely körülbelül egy hónapig tartott. A The Hollywood Reporter szerint az orosz védelmi minisztérium eredetileg együttműködést ígért a stábbal, hogy realisztikusabbá tegye a filmet. 2017. február 7-én a ScreenDaily.com arról számolt be, hogy a tervezett forgatás áprilisban kezdődik.
A forgatás a franciaországi Toulon haditengerészeti bázisán kezdődött 2017. április 26-án. Néhány jelenetet Colin Firth-szel forgattak a franciaországi Brest kereskedelmi kikötőjében 2017. május 2. és május 6. között, köztük az Atlantic Tonjer mentőhajó fedélzetén, ahol a Seaway Eagle-nél szolgált. 2017. május 8-án arról számoltak be, hogy a forgatás nemcsak Franciaországban, hanem Európa-szerte, többek között Belgiumban és Norvégiában is zajlik majd.

## Megjelenés
A film világpremierje a Torontói Nemzetközi Filmfesztiválon volt 2018. szeptember 6-án. A DirecTV Cinema révén jelent meg 2019. május 23-án, mielőtt a Saban Films 2019. június 21-én, korlátozott kiadásban megjelenítette.